# Grepault

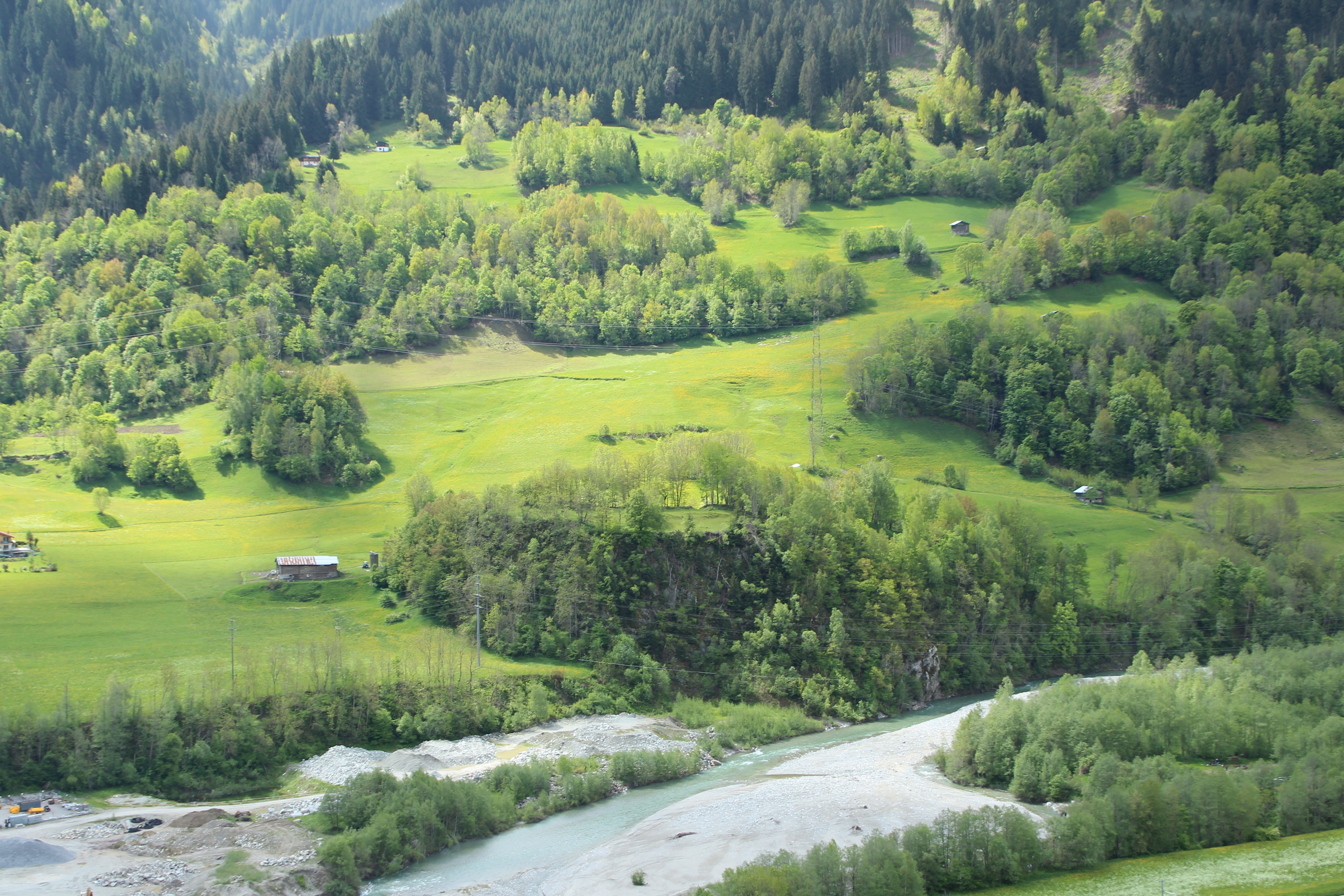
Der Hügel Grepault von Nordosten

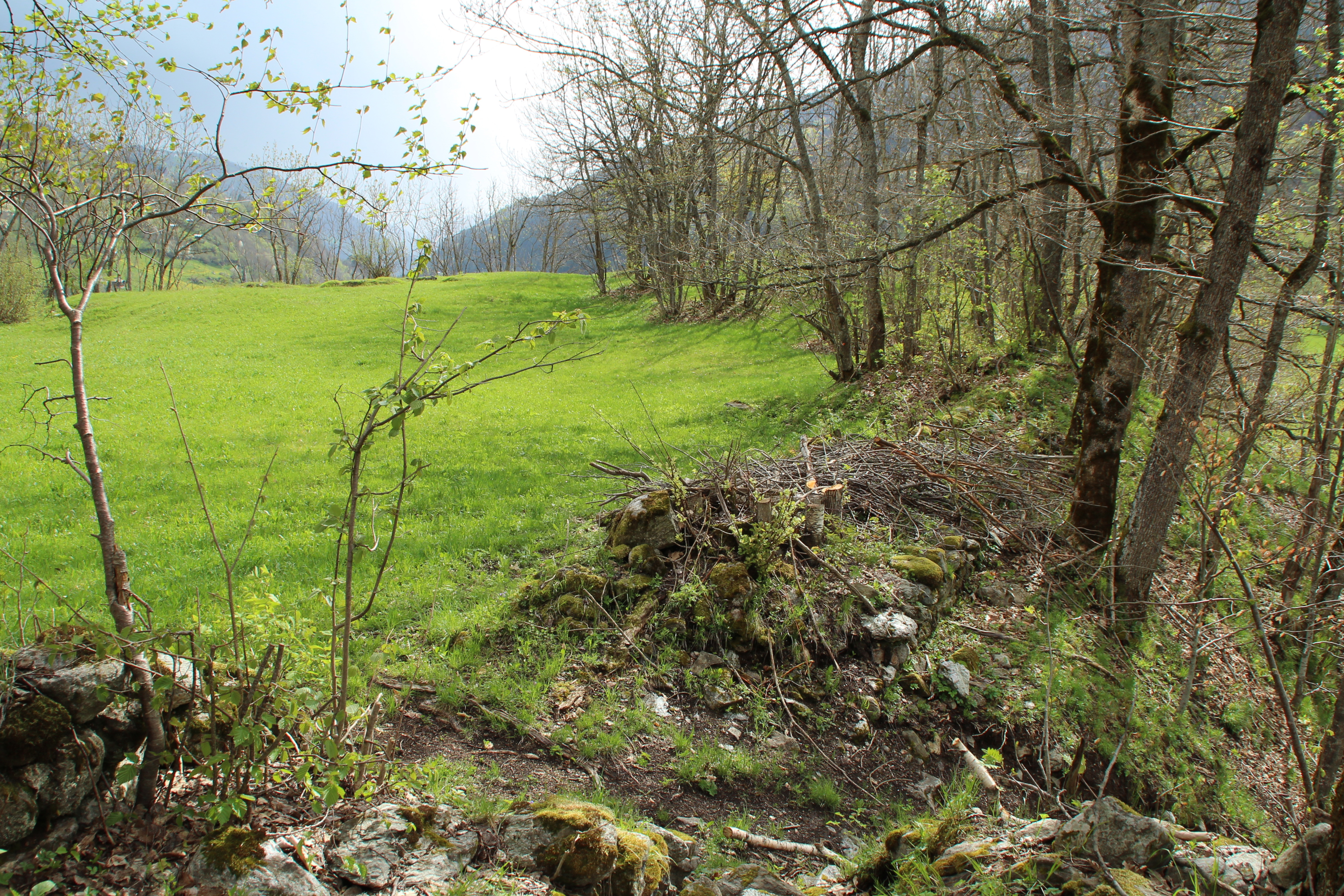
Hügelplateau, Blick nach Osten

Grepault ist ein bronze- und eisenzeitlicher Siedlungsplatz auf dem Gemeindegebiet von Trun im schweizerischen Kanton Graubünden.

## Lage
Der Felshügel Grepault (Rätoromanisch auch Grep Ault für Hoher Fels) liegt am Südufer des Vorderrheins gegenüber dem Dorf Darvella. In einer Entfernung von rund 200 Metern wurden auf der anderen Flussseite bei mehreren Grabungen Gräber und Hausgrundrisse aus der Bronze- und Eisenzeit festgestellt.
Nach Norden fällt der Hügel über 50 Meter steil zum Rhein ab. Auch nach Osten und teilweise nach Westen ist der Grepault durch steile Felswände von der Umgebung abgetrennt. Die Hügelkuppe fällt in mehreren Stufen von Süden nach Norden ab. Der Zugang zum ebenen Plateau erfolgt an der flacheren Südseite über eine Rampe.

## Anlage

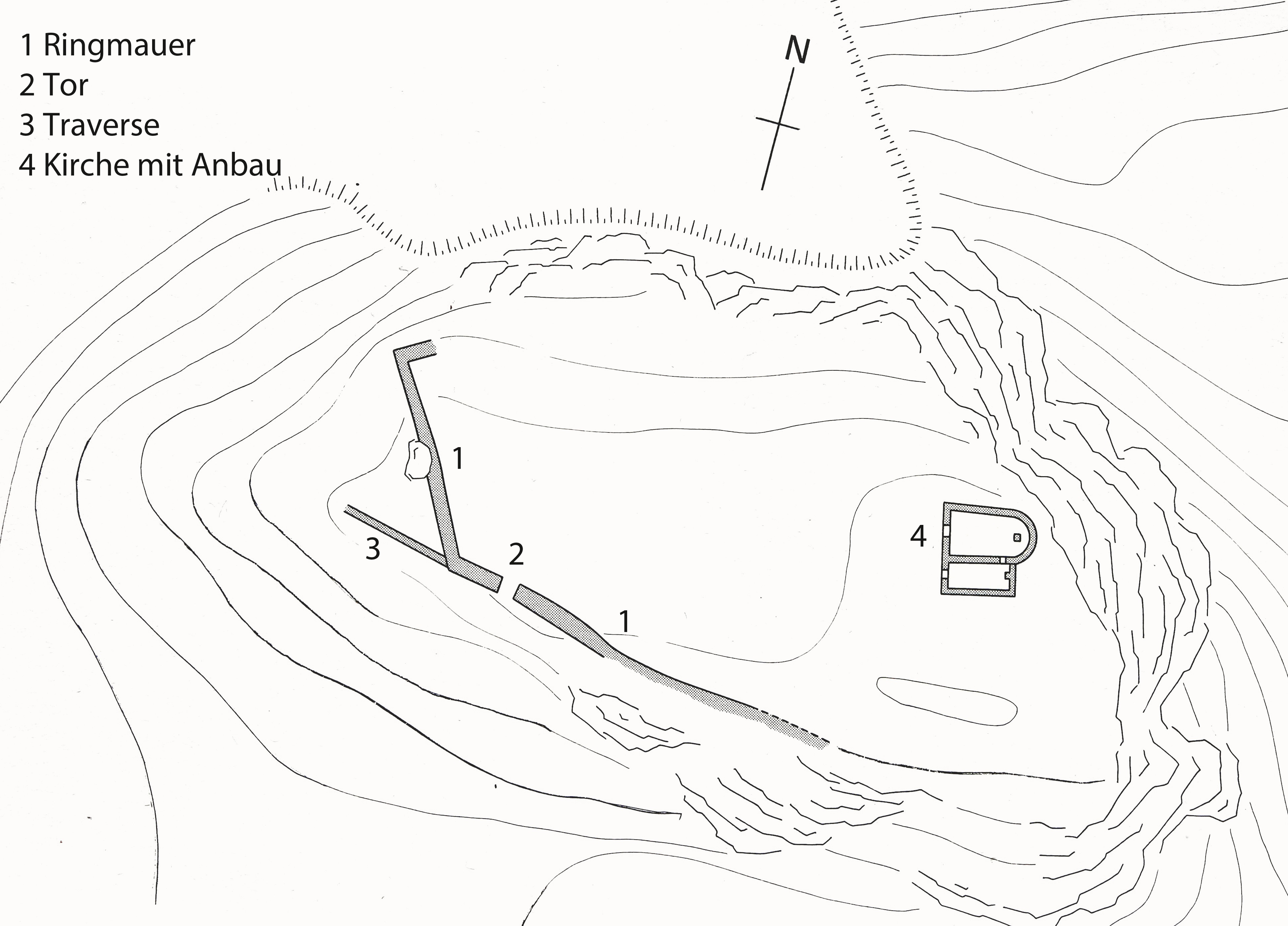
Plan der Anlage

Die heute noch sichtbaren Mauerreste stammen aus dem Frühmittelalter. Entlang dem südlichen und westlichen Plateaurand führt eine Umfassungsmauer mit einer Toröffnung auf der Südseite. An der Südwestecke zweigt eine kurze Traverse ab, die ebenfalls noch sichtbar ist.
1943 wurden am östlichen Plateaurand die Fundamentmauern einer frühmittelalterlichen Kirche ausgegraben: ein geosteter einfacher Saalbau mit aus den Seitenwänden wachsender Apsis. Südlich schloss sich ein kleinerer rechteckiger Bau an. Die Anlage auf Grepault war im Frühmittelalter demzufolge ein kleines Kirchenkastell, das noch in vorkarolingischer Zeit aus unbekannten Gründen aufgegeben wurde. Eine Umwandlung in eine Feudalburg wie bei der Jörgenberg oder Castrisch fand nicht statt. Die spärlichen Funde aus jüngster Zeit lassen darauf schliessen, dass die Anlage nur zeitweise bewohnt war.

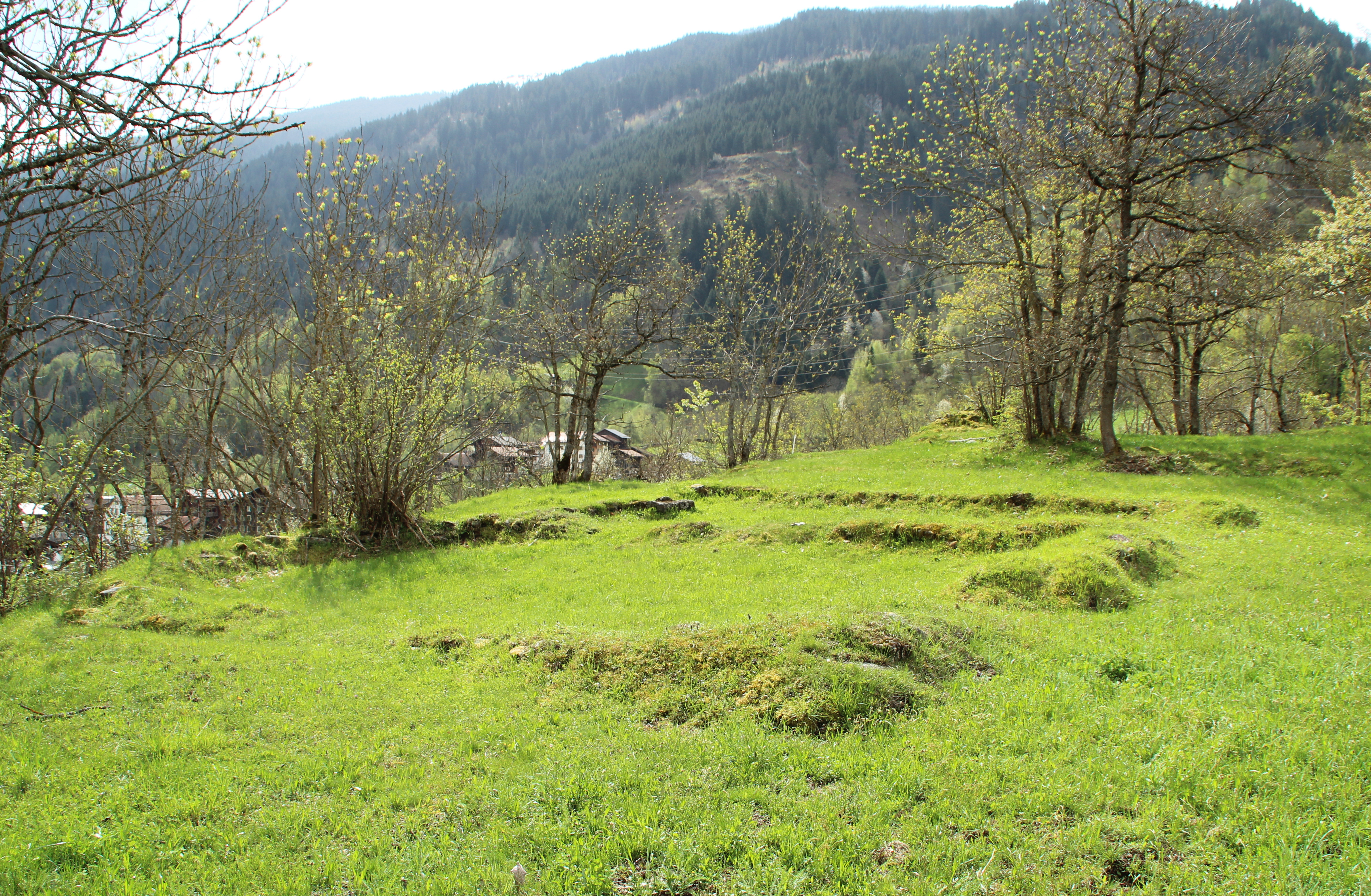
Grundmauern der Kirche
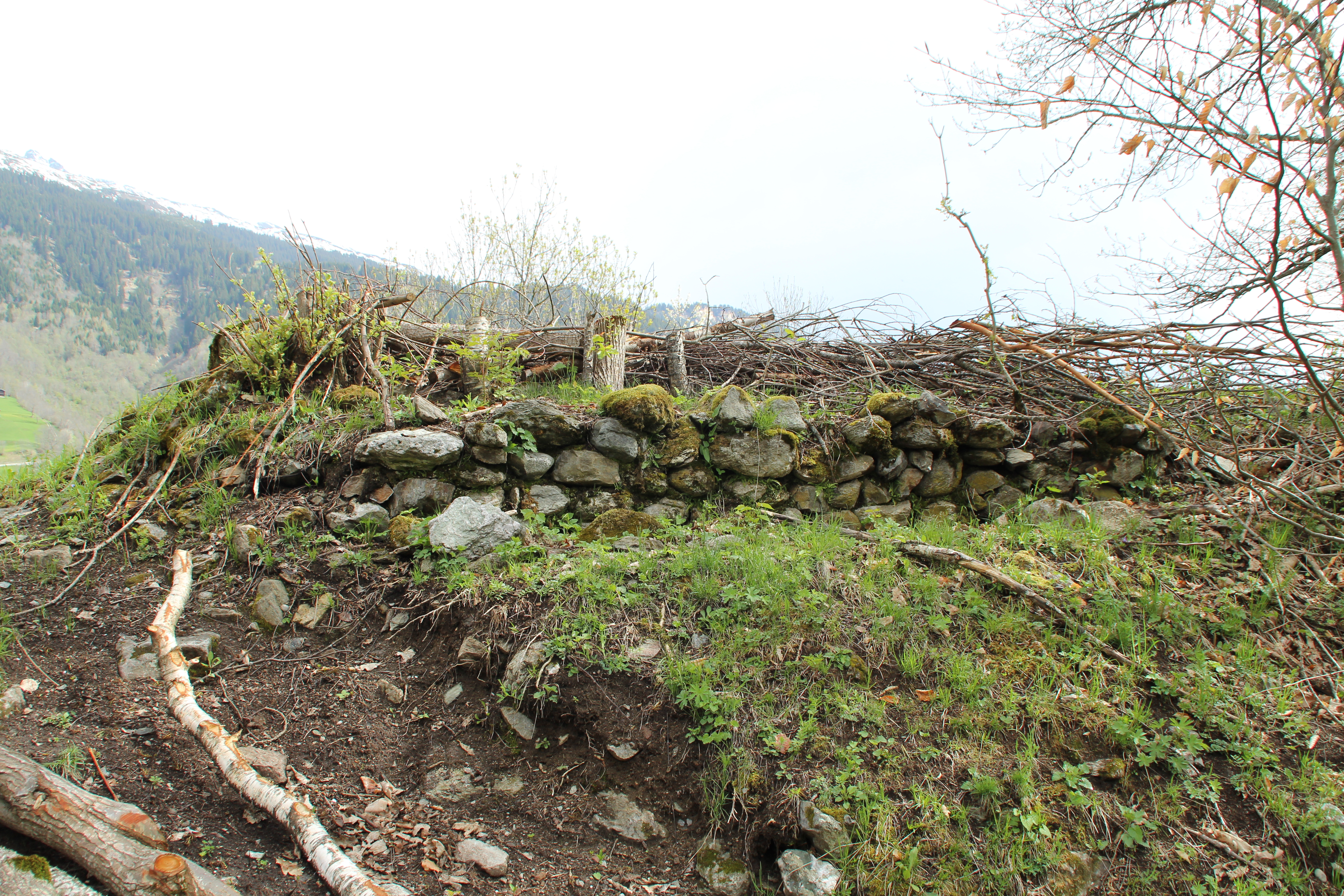
Reste Ringmauer
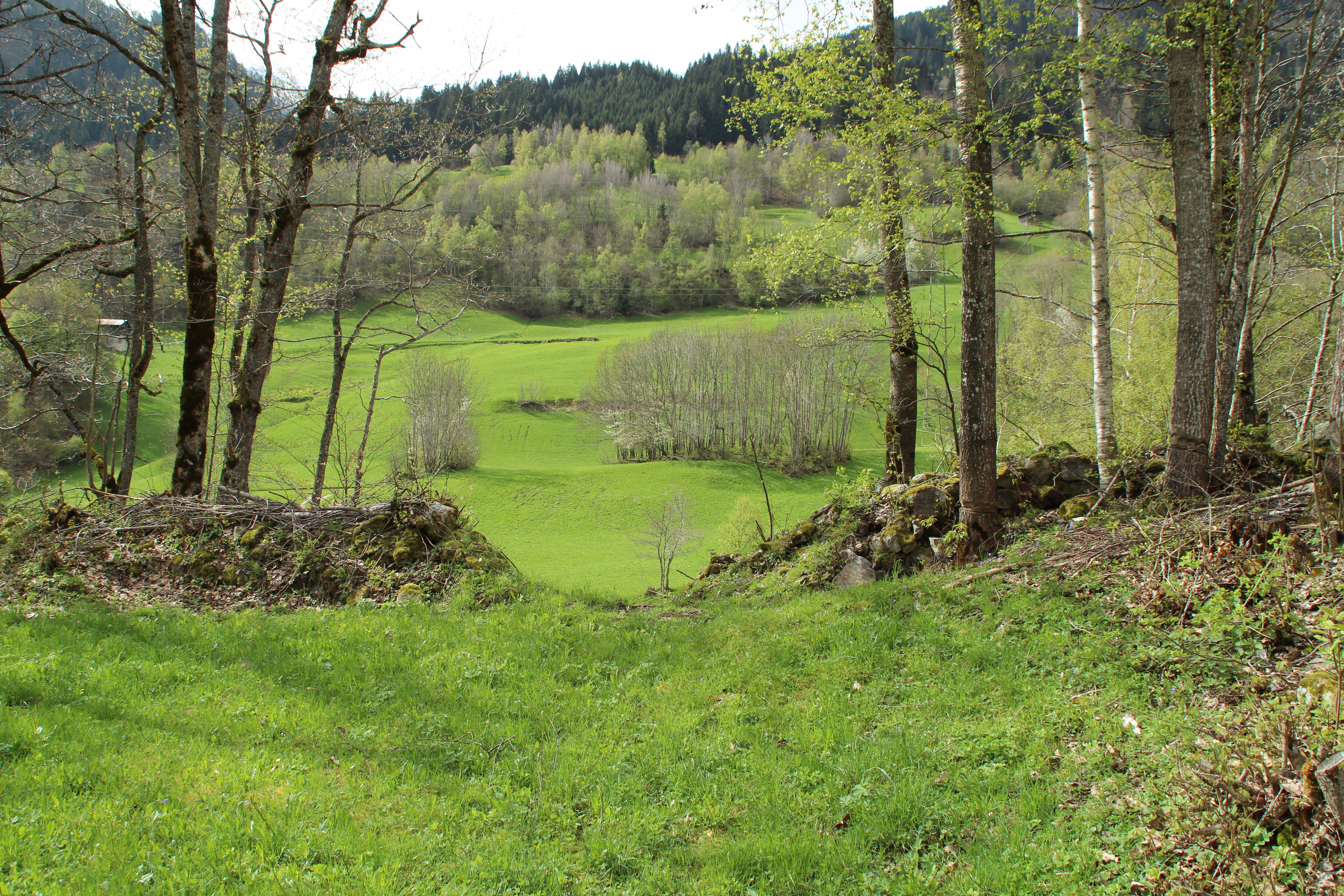
Eingang von innen
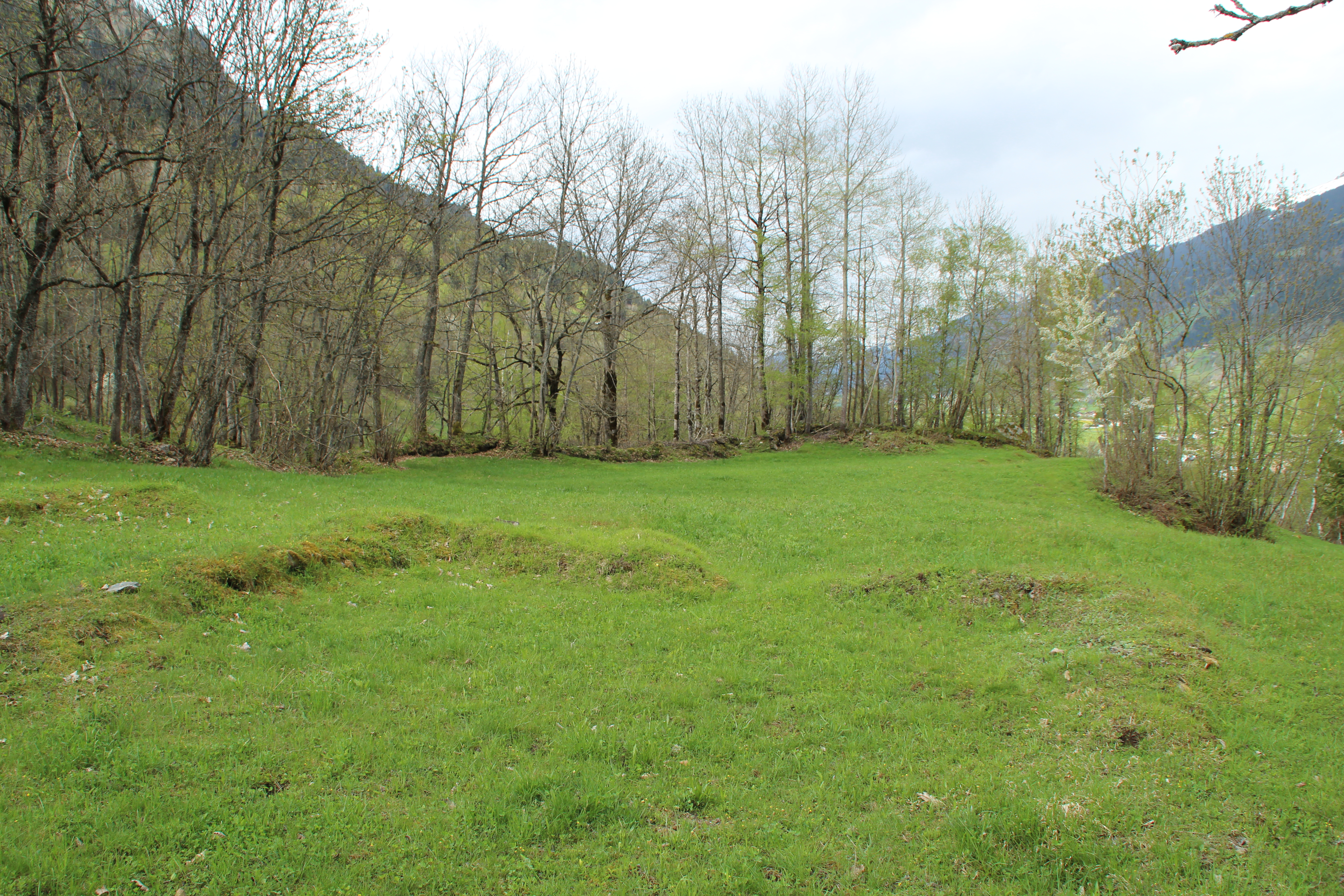
Blick nach Westen, im Vordergrund die Kirchenmauern

## Grabungen
Als erster untersuchte Walo Burkart 1931/34 einen Teil des Hügelplateaus. Er stiess auf Spuren eines Hausgrundrisses und auf Keramikfragmente aus der jüngeren Eisenzeit. Gleichzeitig stellte er mehrere Siedlungshorizonte fest. 1955 grub der Kaminfegermeister Tobias Deflorin (1903–1977) auf der ersten Terrasse unterhalb des Plateaus eine Herdstalle aus, die allerdings nicht genau datiert werden konnte; vermutet wird eine Zeitstellung ins Frühmittelalter. 1957 liess Hercli Bertogg (1903–1958) vom nördlichen Absturz bis zum Plateau einen Sondiergraben anlegen, ein Jahr später fand Deflorin eine Flügelnadel aus der frühen Bronzezeit.
Als vorläufig letzter führte Hans Erb (1910–1986) in den Jahren 1959/60 am Nordrand Notgrabungen durch, da der nördliche Plateaurand abgesprengt werden sollte. Geborgen wurden Objekte aus verschiedenen Epochen der Bronzezeit (Keramik, Dolche) und frühen Eisenzeit (Keramik, Glasringfragmente). Vereinzelte Streufunde stammen aus der römischen Kaiserzeit. Eine Gewandnadel aus dem 5. oder 6. Jahrhundert weist auf Verbindungen mit dem südlichen und östlichen Alpenraum zur Zeit der Ostgotenherrschaft hin. Nach dem 7./8. Jahrhundert finden sich keine Spuren einer weiteren Belegung.